# Marcin Woroniecki
Marcin Robert Woroniecki (ur. 13 marca 2000 we Włocławku) – polski koszykarz, występując na pozycji rozgrywającego, od 2023 zawodnik Zastalu Enea BC Zielona Góra.
11 czerwca 2021 dołączył do Anwilu Włocławek. 19 sierpnia 2023 został zawodnikiem Zastalu Enea BC Zielona Góra.

## Osiągnięcia
Stan na 16 stycznia 2024.

### Drużynowe
Seniorskie
- Mistrz:
  - FIBA Europe Cup (2023)[3][4]
  - Ligi Północnoeuropejskiej (2022)[5]
- Brązowy medalista mistrzostw Polski (2022)[6]

Młodzieżowe
- Mistrz polski młodzików (2014)
- Brązowy medalista mistrzostw Polski:
  - juniorów (2018)
  - kadetów (2016)

### Indywidualne
- Zaliczony do I składu mistrzostw Polski :
  - juniorów (2018)
  - kadetów (2016)

### Reprezentacja
- Uczestnik mistrzostw Europy:
  - U–20 (2019 – 14. miejsce)
  - U–18 dywizji B (2018 – 12. miejsce)